# Dom przy ul. Rwańskiej 23 w Radomiu
Dom przy ul. Rwańskiej 23 w Radomiu – zabytkowy dom z oficynami z XVIII/XIX wieku położony w Radomiu przy ul. Rwańskiej 23 w dzielnicy Miasto Kazimierzowskie.
Obiekt wpisany jest do rejestru zabytków Narodowego Instytutu Dziedzictwa pod numerem 530/A/92 z 30.07.1992. Znajduje się też w gminnej ewidencji zabytków miasta Radomia. Według wpisu do rejestru zabytków dom pochodzi z XVIII w., zaś w gminnej ewidencji zabytków czas powstania budynku to połowa XIX wieku.